# Cremnodes costalis
Cremnodes costalis är en stekelart som beskrevs av Horstmann 1992. Cremnodes costalis ingår i släktet Cremnodes och familjen brokparasitsteklar. Inga underarter finns listade i Catalogue of Life.